# Scaeothyris
Scaeosopha là một chi bướm đêm thuộc họ Cosmopterigidae.